# Internationaal filmfestival van Moskou

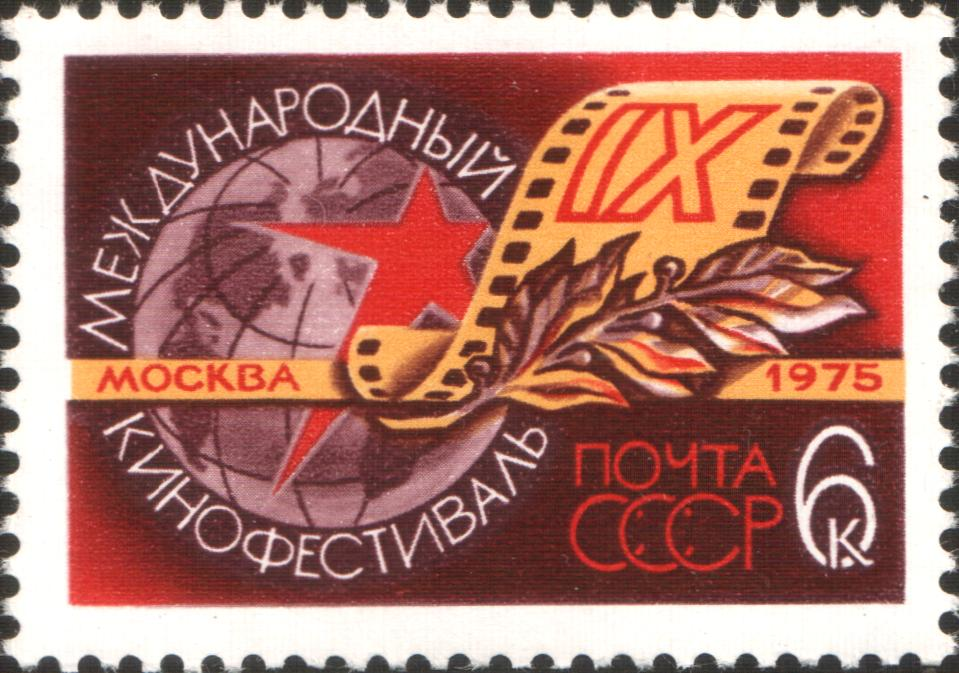
Postzegel uit 1975 met het motief van het festival

Het Internationaal filmfestival van Moskou (Russisch: Московский международный кинофестиваль), afgekort IFF Moskou, is na het Filmfestival Venetië het oudste filmfestival ter wereld en het enige filmfestival in Rusland dat zich A-festival mag noemen (sinds 1972). Het werd voor het eerst gehouden in Moskou in 1935.
Van 1959 tot 1995 werd het festival om de twee jaar gehouden in juli, afgewisseld met het Internationaal filmfestival van Karlsbad. Sinds 1995 wordt het festival elk jaar gehouden. Sinds 2000 is Nikita Michalkov president van het festival. 

## Prijzen
De belangrijkste prijs van het festival is het standbeeld van Sint Joris die de draak verslaat, zoals te zien op het wapen van Moskou. Federico Fellini's 8½ is de beroemdste film die in première ging op het festival en de topprijs won.
Sinds 2001 wordt op het festival de Stanislavski-prijs uitgereikt. Deze prijs is genoemd naar Konstantin Stanislavski en wordt uitgereikt voor een voortreffelijke prestatie in de acteercarrière en toewijding aan de principes van de school van K. Stanislavsky. Onder andere Jack Nicholson, Meryl Streep en Catherine Deneuve wonnen deze prijs. 
- Gouden Joris voor beste film
- Speciale Juryprijs (Zilveren Joris voor de op een na beste film)
- Zilveren Joris voor beste regisseur
- Zilveren Joris voor beste acteur
- Zilveren Joris voor beste actrice
- Stanislavsky-prijs

## Winnaars van deGouden Jorisvoor beste film
| Jaar                              | Film                                                    | Regisseur                          | Land                             |
| Uitgereikt als "Grote Juryprijs"  | Uitgereikt als "Grote Juryprijs"                        | Uitgereikt als "Grote Juryprijs"   | Uitgereikt als "Grote Juryprijs" |
| --------------------------------- | ------------------------------------------------------- | ---------------------------------- | -------------------------------- |
| 1959 (1ste editie)                | Soedba tsjeloveka                                       | Sergej Bondartsjoek                | URS                              |
| 1961 (2de editie)                 | Hadaka no shima                                         | Kaneto Shindô                      | Japan                            |
| 1961 (2de editie)                 | Tsjistoje nebo                                          | Grigori Tsjoechraj                 | URS                              |
| 1963 (3de editie)                 | 8½                                                      | Federico Fellini                   | Italië                           |
| 1965 (4de editie)                 | Oorlog en vrede                                         | Sergej Bondartsjoek                | URS                              |
| 1965 (4de editie)                 | Húsz óra                                                | Zoltán Fábri                       | Hongarije                        |
| 1967 (5de editie)                 | Zjoernalist                                             | Sergey Gerasimov                   | URS                              |
| 1967 (5de editie)                 | Vader                                                   | István Szabó                       | Hongarije                        |
| Uitgereikt als "Gouden Prijs"     |                                                         |                                    |                                  |
| 1969 (6de editie)                 | Lucía                                                   | Humberto Solás                     | Cuba                             |
| 1969 (6de editie)                 | Serafino                                                | Pietro Germi                       | Italië Frankrijk                 |
| 1969 (6de editie)                 | Dozjivjom do ponedelnika                                | Stanislav Rostotski                | URS                              |
| 1971 (7de editie)                 | Bekentenissen van een politieman                        | Damiano Damiani                    | Italië                           |
| 1971 (7de editie)                 | Hadaka no jûkyû-sai                                     | Kaneto Shindô                      | Japan                            |
| 1971 (7de editie)                 | Bily ptach z tsjornojoe oznakojoe                       | Joeri Iljenko                      | URS                              |
| 1973 (8ste editie)                | Eto sladkoje slovo - svoboda!                           | Vytautas Žalakevičius              | URS                              |
| 1973 (8ste editie)                | Obich                                                   | Ludmil Staikov                     | Bulgarije                        |
| 1975 (9de editie)                 | Het land van de grote belofte                           | Andrzej Wajda                      | Polen                            |
| 1975 (9de editie)                 | Dersoe Oezala                                           | Akira Kurosawa                     | Japan                            |
| 1975 (9de editie)                 | C'eravamo tanto amati                                   | Ettore Scola                       | Italië                           |
| 1977 (10de editie)                | Az ötödik pecsét                                        | Zoltán Fábri                       | Hongarije                        |
| 1977 (10de editie)                | El puente                                               | Juan Antonio Bardem                | Spanje                           |
| 1977 (10de editie)                | Mimino                                                  | Georgi Danelija                    | URS                              |
| 1979 (11de editie)                | Cristo si è fermato a Eboli                             | Francesco Rosi                     | Italië                           |
| 1979 (11de editie)                | Siete días de enero                                     | Juan Antonio Bardem                | Spanje Frankrijk                 |
| 1979 (11de editie)                | Amator                                                  | Krzysztof Kieślowski               | Polen                            |
| 1981 (12de editie)                | O Homem que Virou Suco                                  | João Batista de Andrade            | Brazilië                         |
| 1981 (12de editie)                | Cánh dong hoang                                         | Hong Sen Nguyen                    | Vietnam                          |
| 1981 (12de editie)                | Teheran 43                                              | Aleksandr Alov en Vladimir Naoemov | URS                              |
| 1983 (13de editie)                | Amok                                                    | Souheil Ben-Barka                  | Marokko Guinee Senegal           |
| 1983 (13de editie)                | Alsino y el cóndor                                      | Miguel Littín                      | Nicaragua Cuba Mexico Costa Rica |
| 1983 (13de editie)                | Vassa                                                   | Gleb Panfilov                      | URS                              |
| 1985 (14de editie)                | Kom en zie                                              | Elem Klimov                        | URS                              |
| 1985 (14de editie)                | A Soldier's Story                                       | Norman Jewison                     | Verenigde Staten                 |
| 1985 (14de editie)                | I kathodos ton 9                                        | Christos Siopahas                  | Griekenland                      |
| 1987 (15de editie)                | Intervista                                              | Federico Fellini                   | Italië                           |
| Uitgereikt als "Gouden St. Joris" |                                                         |                                    |                                  |
| 1989 (16de editie)                | Ladri di saponette                                      | Maurizio Nichetti                  | Italië                           |
| 1991 (17de editie)                | Pegi pjos, begoesjtsji kraem morja                      | Karen Gevorkjan                    | URS Duitsland                    |
| 1993 (18de editie)                | Moi Ivan, toi Abraham                                   | Yolande Zauberman                  | Frankrijk Wit-Rusland            |
| 1995 (19de editie)                | Geen prijs uitgereikt                                   | Geen prijs uitgereikt              | Geen prijs uitgereikt            |
| 1997 (20ste editie)               | Marvin's Room                                           | Jerry Zaks                         | Verenigde Staten                 |
| 1999 (21ste editie)               | Ikitai                                                  | Kaneto Shindô                      | Japan                            |
| 2000 (22ste editie)               | Zycie jako smiertelna choroba przenoszona droga plciowa | Krzysztof Zanussi                  | Polen                            |
| 2001 (23ste editie)               | The Believer                                            | Henry Bean                         | Verenigde Staten                 |
| 2002 (24ste editie)               | Resurrezione                                            | Paolo en Vittorio Taviani          | Italië                           |
| 2003 (25ste editie)               | La luz prodigiosa                                       | Miguel Hermoso                     | Spanje                           |
| Uitgereikt als "Gouden Joris"     |                                                         |                                    |                                  |
| 2004 (26ste editie)               | Svoj                                                    | Dmitri Meschijev                   | Rusland                          |
| 2005 (27ste editie)               | Kosmos kak predtsoevstvije                              | Aleksej Oetsjitel                  | Rusland                          |
| 2006 (28ste editie)               | Om Sara                                                 | Osmond Karim                       | Zweden                           |
| 2007 (29ste editie)               | Poetesjestvije s domasjnimi zjivotnymi                  | Vera Storozjeva                    | Rusland                          |
| 2008 (30ste editie)               | Be hamin sadegi                                         | Reza Mirkarimi                     | Iran                             |
| 2009 (31ste editie)               | Petja po doroge v Tsarstvije Nebesnoje                  | Nikolaj Dostal                     | Rusland                          |
| 2010 (32ste editie)               | Hermano                                                 | Marcel Rasquin                     | Venezuela                        |
| 2011 (33ste editie)               | Las olas                                                | Alberto Morais                     | Spanje                           |
| 2012 (34ste editie)               | Junkhearts                                              | Tinge Krishnan                     | Verenigd Koninkrijk              |
| 2013 (35ste editie)               | Zerre                                                   | Erdem Tepegöz                      | Turkije                          |
| 2014 (36ste editie)               | Watashi no otoko                                        | Kazuyoshi Kumakiri                 | Japan                            |
| 2015 (37ste editie)               | Karatsi                                                 | Ivaylo Hristov                     | Bulgarije                        |
| 2016 (38ste editie)               | Dokhtar                                                 | Reza Mirkarimi                     | Iran                             |
| 2017 (39ste editie)               | Yuan Shang                                              | Liang Qiao                         | China                            |
| 2018 (40ste editie)               | Tojon kyyl                                              | Edoeard Novikov                    | Rusland                          |
| 2019 (41ste editie)               | The Secret of a Leader                                  | Farkhat Sharipov                   | Kazachstan                       |
| 2020 (42ste editie)               | Blokadny dnevnik                                        | Andrej Zajtsev                     | Rusland                          |
| 2021 (43ste editie)               | #dogpoopgirl                                            | Andrei Hutuleac                    | Roemenië                         |